# Мисс Петтигрю живёт одним днём
«Мисс Петтигрю́ живёт одни́м днём» (англ. Miss Pettigrew Lives for a Day) — кинофильм режиссёра Бхарата Наллури, вышедший на экраны в 2008 году. Экранизация одноимённого романа английской писательницы Винифред Уотсон.

## Сюжет
Лондон незадолго до Второй мировой войны. Немолодую женщину, дочь викария и гувернантки Гвиневру Петтигрю уже в четвёртый раз увольняют с работы. Агент центра занятости мисс Холт прохладно принимает Гвиневру и отказывается помогать ей. Воспользовавшись случаем, Петтигрю крадёт со стола визитку актрисы и певицы Делисии Лафосс и устраивается к ней на работу. Взбалмошная звезда и гувернантка вскоре становятся приятельницами, Гвиневра становится личным секретарём своей нанимательницы.
Мисс Петтигрю попадает в совершенно новый мир и постепенно преображается, меняясь к лучшему. Она добивается роли для своей хозяйки, примиряет рассорившуюся пару и отчаянно влюбляется. Её захватывает вихрь новых жизненных обстоятельств…

## В ролях
| Актёр              | Роль              |
| ------------------ | ----------------- |
| Фрэнсис Макдорманд | Мисс Петтигрю     |
| Эми Адамс          | Делисия Лафосс    |
| Киаран Хайндс      | Джо               |
| Марк Стронг        | Ник               |
| Ширли Хендерсон    | Эдит              |
| Ли Пейс            | Майкл             |
| Том Пэйн           | Фил               |
| Мэтт Райан         | Джерри            |
| Клэр Клиффорд      | Марджери          |
| Кристина Коул      | Шарлотта Уоррен   |
| Стефани Коул       | Мисс Холт         |
| Бети Эдни          | Миссис Бруммеган  |
| Дэвид Александр    | продавец каштанов |

## Восприятие
Фильм получил положительные оценки кинокритиков. На сайте Rotten Tomatoes он имеет рейтинг 77 %, основанный на 143 рецензиях, и средний балл 6,6 из 10. На сайте Metacritic фильм имеет среднюю оценку 6,3 из 10 на основании 27 рецензий. В 2009 году лента номинировалась на премию People’s Choice Awards за лучший независимый фильм.